# Ocean (musikgrupp)
Ocean var en svensk rockgrupp från Karlshamn.
Bandet bildades i början av 1970-talet under namnet Spänn fläsket, sedermera Brandalarm. 1978 spelade de en första egenfinansierad singel och signerades därpå av SOS Records. Sättningen var då Johnny Granström (bas, gitarr), Kjell Jacobsson (gitarr) och Kenta Svensson (trummor). Inför andra singeln kom sångaren och gitarrist Stig-Olov Svensson med i bandet. Jacobsson och Kenta Svensson blev medlemmar i Overdrive 1980. Bengt "Kärnkraft" Johansson ersatte Svensson på trummor och Ocean spelade in LP:n The But, som innehöll rak rock n' roll blandad med hårdrock. Granström blev sedermera medlem i Interaction.